# گیزافلشتاین
مایک لوی (به انگلیسی: Mike Lévy (تلفظ فرانسوی: [majk levi]؛ زادهٔ ۲۴ ژوئن ۱۹۸۷) که به‌طور حرفه‌ای با نام گیزافلشتاین (به انگلیسی: Gesaffelstein) (تلفظ آلمانی: [ɡəˈzafl̩ʃtaɪ̯n]) شناخته می‌شود، برنامه‌نویس موسیقی، دی‌جی، ترانه‌پرداز و تهیه‌کنندهٔ موسیقی فرانسوی اهل لیون می‌باشد.موسیقی Even Now از آلبوم Hyperion که یکی از آثار این هنرمند است در فیلم جان ویک: بخش ۴ استفاده شد.